# Vera Purtscher

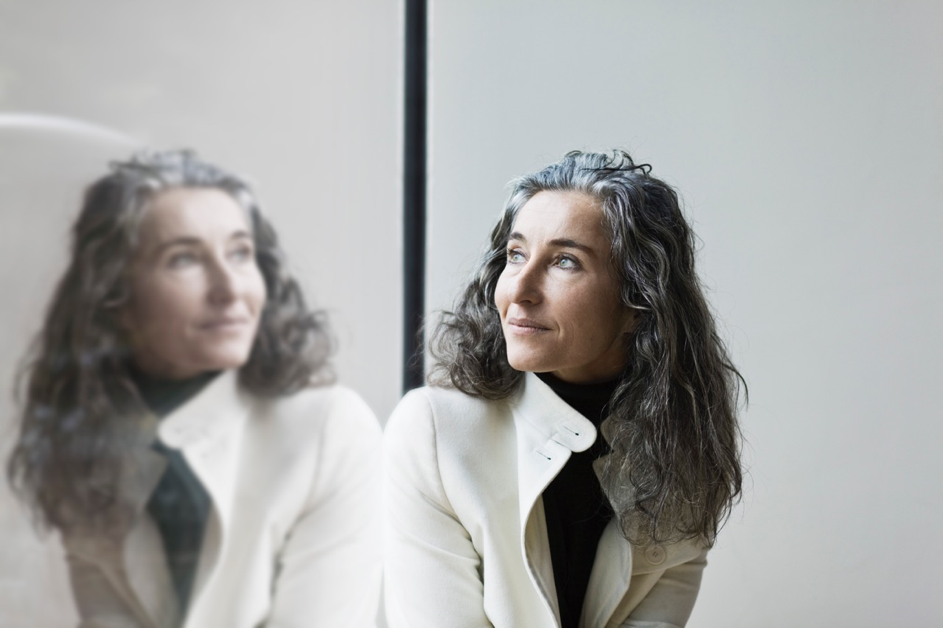
Vera Purtscher (2017)

Vera Purtscher (* 12. Juli 1961 in Thüringen, Vorarlberg) ist eine in der Schweiz lebende österreichische Architektin, Architekturvermittlerin, Architekturkritikerin und Designerin.

## Leben
Vera Purtscher wurde 1961 als zweite von drei Töchtern des späteren Vorarlberger Landeshauptmanns Martin Purtscher (1928–2023) geboren. Von 1971 bis 1979 besuchte sie das Gymnasium Bludenz. Ihr Architektur-Studium absolvierte sie an der Technischen Universität Wien und schloss als Dipl.-Ing. ab. Im Jahr 1997 machte sie die Ziviltechniker-Prüfung und eröffnete in Folge ihr eigenes Architekturbüro. 2001 zog sie wieder nach Vorarlberg.
2003 wurde Vera Purtscher in den Universitätsrat der Leopold-Franzens-Universität Innsbruck bestellt, 2008 wurde sie dessen stellvertretende Vorsitzende. 2013 wechselte sie in den Universitätsrat der Medizinischen Universität Innsbruck, in dem sie für eine fünfjährige Funktionsperiode verblieb. Weiters ist sie Gründungsmitglied und Beirat des Austria-Israel Academic Network Innsbruck.
Vera Purtscher ist verheiratet, Mutter eines Sohnes und lebt seit 2016 in Heerbrugg.

## Werk

### Architektur
Purtscher begann ihre Tätigkeit als Mitarbeiterin des Architekten Wilhelm Holzbauer. Später wurde sie selbständige Architektin.
Ein positives Medienecho erhielt sie für die denkmalpflegerische Restauration ihres eigenen Wohnhauses in Heerbrugg, der Villa Stofel, die als Schutzobjekt von kantonaler Bedeutung eingestuft ist.

### Architekturvermittlung und Architekturkritik
Als Architekturvermittlerin und Architekturkritikerin publizierte Vera Purtscher mehrfach in der Wochenendbeilage Spectrum der Österreichischen Tageszeitung Die Presse sowie in Fachmagazinen wie Home, Bauforum, Möbel – Raum – Design und Perspektiven. 1996 gewann sie den KritikerInnenpreis des Österreichischen Verbandes der KulturvermittlerInnen im Museums- und Ausstellungswesen für ihre kritische Bewertung der Neugestaltung der Silberkammer in der Wiener Hofburg.
Gemeinsam mit dem Publizisten Jan Tabor recherchierte sie für die Ausstellung Das ungebaute Wien im Wien Museum.
Textbeiträge von ihr erschienen unter anderem in folgenden Werken:
- Walter Pichler: Halle in Syros. Hatje Cantz Verlag, Stuttgart 1993, ISBN 978-3-7757-0460-1.
- Wilhelm Holzbauer: Buildings and Projects / Bauten Und Projekte. Edition Axel Menges, 1995, ISBN 978-3-930698-13-4.
- Historisches Museum der Stadt Wien (Hrsg.): Das ungebaute Wien: Projekte für die Metropole 1800 bis 2000. 1999.[13]
- Tilmann D. Märk, Birgit Holzner (Hrsg.): Umbrüche und Perspektiven im 21. Jahrhundert. innsbruck university press, 2019, ISBN 978-3-903187-70-2.

### Design
1998 nahm Alessi den von ihr designten Rechaud „Inneres Feuer“ ins Programm.
Im Auftrag des Restaurants Tantris in München entwickelte Purtscher die Geschirr- und Porzellanserie Tantris, die in weiterer Folge durch Hutschenreuther Hotel und Tafelstern vertrieben wurde. Ihre Besteckserie MoonLashes, die unter anderem von Heinz Reitbauer im Steirereck, Mario Lohninger und Sven Väth im Cocoon Club, Eckart Witzigmann und Martin Klein im Hangar-7 oder Gabriel Kreuther im Grace Building am Bryant Park in New York verwendet wurde oder wird, wurde 2019 mit einem französischen DNA Award in der Kategorie „Product Design/Home-ware & accessories“ prämiert.
Die von Purtscher entworfene Glasserie SinStella wird seit Ende 2016 vermarktet. 2018 wurden die SinStella Gläser als einziger Beitrag aus Österreich oder der Schweiz in das offizielle Album zur Hochzeit von Prinz Harry und Meghan Markle aufgenommen.

## Auszeichnungen und Ehrungen
- 2019: Tiroler Adler-Orden in Gold[22]
- 2019: DNA Award für die Besteckserie MoonLashes[19]
- 2018: IDA Award in Bronze für die Glasserie SinStella[23]
- 1998: Alessi Memory Containers[14]
- 1996: KritikerInnenpreis des Österreichischen Verbandes der KulturvermittlerInnen im Museums- und Ausstellungswesen[10]